# Xã Florida, Quận Yellow Medicine, Minnesota
Xã Florida (tiếng Anh: Florida Township) là một xã thuộc quận Yellow Medicine, tiểu bang Minnesota, Hoa Kỳ. Năm 2010, dân số của xã này là 129 người.